# گاو نر (فیلم)
گاو نر (سوئدی: Oxen) یک فیلم درام سوئدی به کارگردانی سون نیکویست است که در سال ۱۹۹۱ منتشر شد.

## بازیگران
- استلان اسکاشگورد
- اوا فرولینگ
- ماکس فون سیدو
- لیو اولمان
- بیورن گرانات
- ارلاند یوسفسن
- جکی سافرا
- اَگنتا پریتز
- بیورن گوستافسون
- لنارت یولستروم